# Castilleja septentrionalis
Castilleja septentrionalis là loài thực vật có hoa thuộc họ Cỏ chổi. Loài này được Lindl. mô tả khoa học đầu tiên năm 1825.

## Hình ảnh

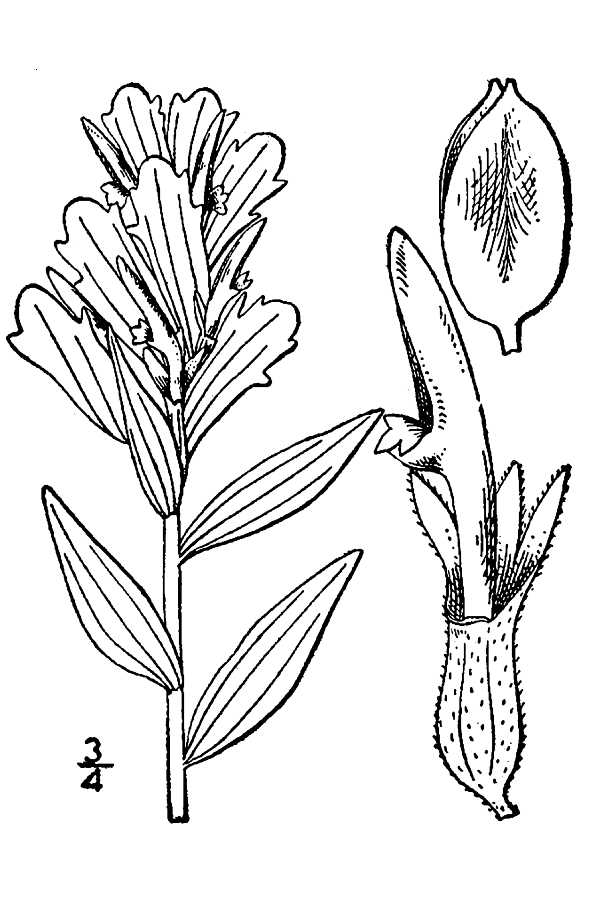
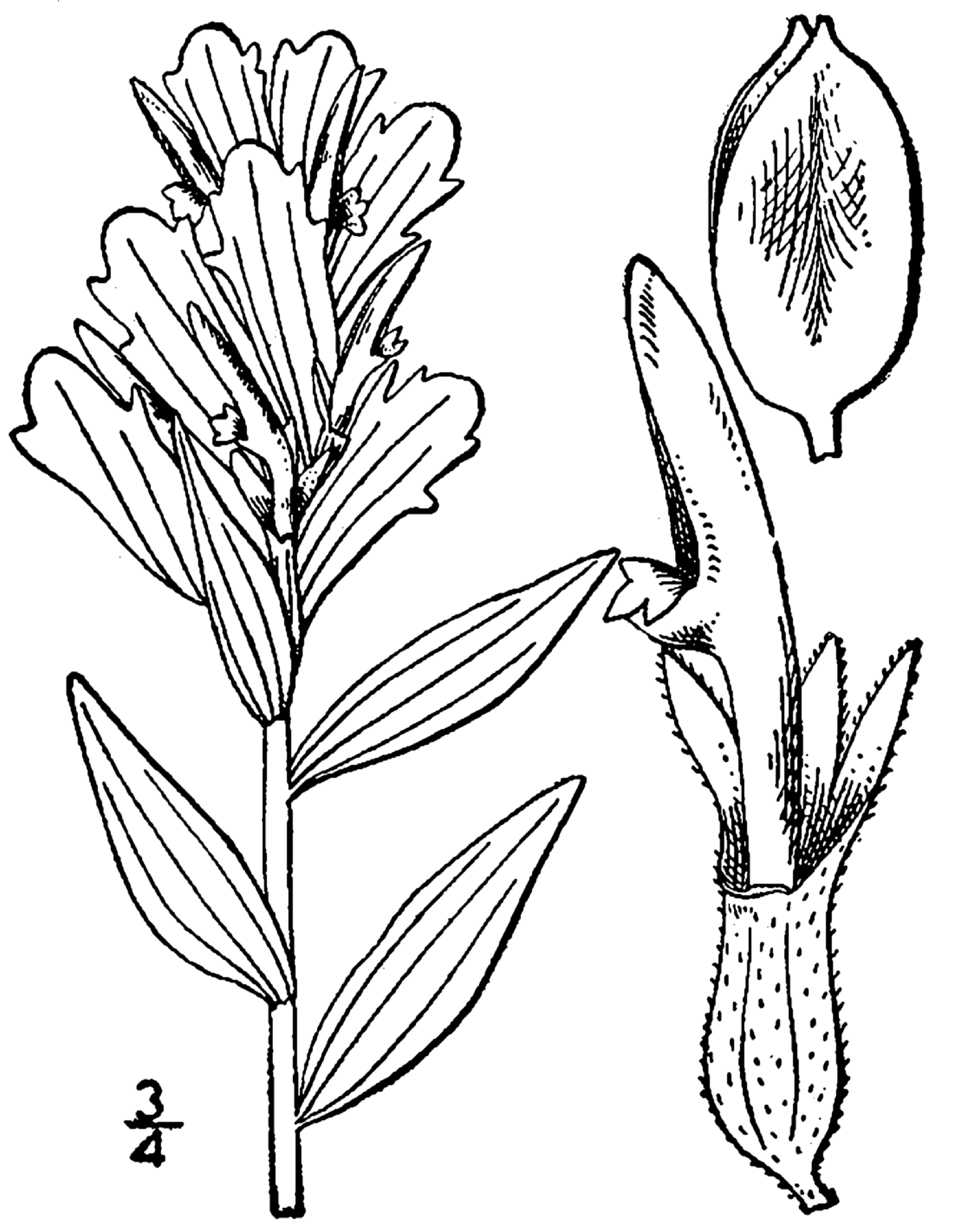